# Jetavanaramaya
Jetavanaramaya és una stupa situada en les ruïnes del monestir Jetavana en el Patrimoni de la Humanitat de la ciutat santa de Anuradhapura a Sri Lanka. El rei Mahasena (276-303 d.C.) va començar la construcció de la stupa després de la destrucció del Maha Vihara i el seu fill Sirimeghavanna va completar l'obra. Es creu que la relíquia consagrada en la stupa és un tros d'una faixa o cinturó usat per Buda.
L'estructura és important en la història de l'illa per representar les tensions entre les sectes Theravada i Mahāiāna dels monjos budistes i és important també a nivell mundial per ser una de les estructures més altes del món antic. La stupa mesura 122 m i en el seu moment va ser la stupa més alta del món, títol que ja no ostenta, i també va ser i segueix sent la més gran amb un volum de 233.000 m². Al moment de la construcció era la tercera estructura més alta del món després de les piràmides de Guiza. En l'obra es van usar aproximadament 93 milions de maons cuits; l'enginy desplegat en el seu desenvolupament suposa una valuosa innovació en la història de l'illa.
Les diferències entre les sectes de monjos budistes també es veuen representades en la stupa atès que es va construir en els terrenys del destruït Maha Vihara, destrucció que va conduir a una rebel·lió organitzada per un ministre del rei Mahasena.
La stupa pertany a la secta Sagalika. El complex cobreix unes 5,6 hectàrees i s'estima que hagi allotjat fins a 10.000 monjos budistes. Un costat de la stupa mesura 176 m. de llarg i cada tram d'escales en cadascun dels quatre costats mesura 9 m. d'ample. L'entrada al santuari, situada al pati mesura 8 m. d'altura. Inscripcions de pedra al pati contenen el nom de persones que van contribuir a la construcció de l'edifici.

## Concepció
Després de la mort del rei Jettha Tissa I el seu germà Mahasena va ser coronat rei pel monjo Sanghamitta. Sota la influència del monjo el rei Mahasena va llançar una campanya contra els ortodoxos Theravada que habitaven el Maha Vihara. Les diferències entre els ortodoxos Theravada i els heterodoxos Mahayana es van intensificar fins al punt que es va establir un càstig per tot aquell que lliurés almoines (en forma d'aliments) als monjos de Maha Vihara.
El Maha Vihara es va abandonar finalment. Els monjos que vivien en els seus terrenys es van mudar a Malaya Rata i Ruhuna, després del que es va produir el saqueig del MahaVihara per Sanghamitta i el ministre Sona que van traslladar els béns al vihara de Abhayagiri. El saqueig va conduir a una rebel·lió liderada pel ministre Meghavannabhaya que va reunir un exèrcit a Malaya Rata i va acampar al costat de l'embassament de Duratissaka. El rei Mahasena va avançar amb el seu exèrcit per reunir-se amb el ministre Meghavannabhaya i van tenir lloc negociacions la nit abans de la batalla en les quals el rei es va disculpar pel saqueig i va acceptar construir un vihara en els terrenys del Maha Vihara.
Sanghamitta va ser assassinat per un obrer a instàncies de l'esposa del rei i la seva defunció i la construcció del vihara per Meghavannabhaya van donar pas al retorn dels monjos al Maha Vihara.
Així va començar la construcció del Jetavanaramaya que va ser ofert al monjo Tissa però una acusació al monjo d'un greu delicte després d'una recerca a càrrec d'un ministre va portar al fet que se'l despullés dels seus hàbits i se l'expulsés de l'ordre. Es van confiar llavors als monjos de Dakkina els terrenys del Vihara Jetavana.

## Disseny i construcció
Com stupa més grossa construïda i una de les estructures antigues més altes del món les innovacions estructurals i les habilitats d'enginyeria emprades per a construir-la són d'especial rellevància. Els seus fonaments són pilots que aconsegueixen una profunditat de 8,5 m i s'assenten sobre una base rocosa mentre que la grandària de l'estructura va fer necessaris maons que poguessin suportar càrregues de fins a 166 kg. La cúpula es va construir amb maons complets i mitjos maons i farcit de terra fins a donar-li la forma d'un el·lipsoide perfecte resistent a les tensions que permetia la construcció de l'estructura major. El Mahavansha descriu la instal·lació dels fonaments en la qual les fissures es van emplenar amb pedres i elefants protegits amb cobertes de cuir es van encarregar de comprimir-los amb el seu pes. Els maons van ser una important millora de l'antiga arquitectura de Sri Lanka doncs amb una composició d'un 60 % de sorra i un 35 % d'argila podien aguantar una pressió d'11.000 kg/m2. L'anàlisi dels elements finits elàstic lineals sota la pressió pròpia de la stupa dona una tensió compressiva màxima de 823 kPa al centre de la base, així que la tensió màxima en la cúpula és 10 vegades menor de la que els maons podrien suportar.

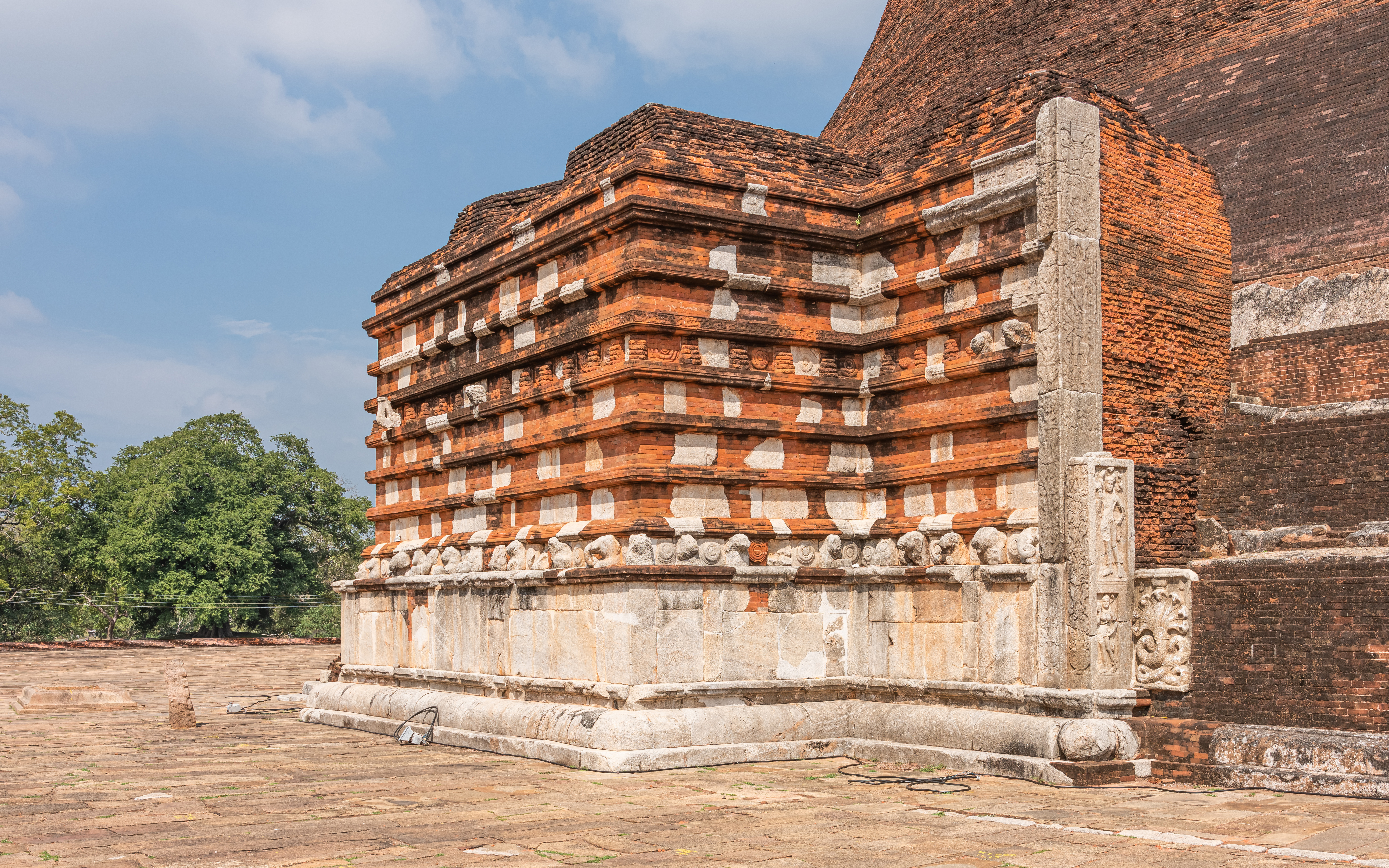
Detall d'un costat del complex.

El material d'unió entre maons es componia de calcària dolomítica finament triturada, sorra tamisada i argila. Aquesta argila era mal·leable i gràcies a això s'adaptava al moviment interior de l'estructura. Un dels costats del maó va ser endurit per atrapar el sobrant de la unió per limitar el moviment lateral. La stupa es va cobrir després amb un estuc de calç que contenia petxines, almívar, clara d'ou, aigua de coco, adhesius, olis, resina, sorra, argila i còdols i que impermeabilitzava l'estructura. El Mahavansha a més esmenta l'ús de làmines de coure sobre els fonaments i l'ús d'arsènic dissolt en oli de sèsam per impedir la intrusió de plantes i insectes en la stupa. S'estima que el Jetavanaramaya va trigar 15 anys a ser completat i hauria requerit una mà d'obra qualificada de centenars de persones que inclogués treballadors de teuleries, paletes i picapedrers.

## Història
Jetavanaramaya es va mantenir sota el control de la secta Sagalika que tenia forts llaços amb el viharaya d'Abhayagiri. Cap al final del període Anuradhapura Jetavana s'havia desenvolupat fins a convertir-se en una de les tres fraternitats de l'illa juntament amb les de Maha Vihara i Abhayagiriya. Aquestes fraternitats es van mantenir unides durant el regnat del rei Parakramabahu I. Durant el regnat d'Udaya IV els invasors cola van destruir les imatges daurades de Buda aportades pel rei Sena i les reparacions no van ser completades fins al regnat de Mahendra IV.

## Conservació
Fins a 1909 la colossal estructura es trobava coberta per matolls de la jungla. El monjo Kumbuke Dhammarama del temple Sailabimbaramaya de Gammanpita va rebre l'aprovació per buidar la stupa i el pati per part del comitè d'Atamasthana. El permís va ser posteriorment revocat a causa que el monjo va decidir assentar-se allí. Palannaruwe Sobita ho va intentar amb posterioritat i va rebre permís per continuar el procés però l'aprovació va ser cancel·lada una vegada més quan el monjo va iniciar una col·lecta de contribucions. No obstant això aquesta vegada el monjo es va negar a anar-se'n; els procediments legals posteriors van determinar que havia de ser forçat a marxar.